# Championnats d'Asie d'escrime 2005
Navigation
Édition précédente Édition suivante
Les 10es championnats d'Asie d'escrime se déroulent à Kota Kinabalu en Malaisie du 25 au 30 juillet 2005.

## Médaillés
| Épreuves                               | Or              | Argent          | Bronze                           |
| -------------------------------------- | --------------- | --------------- | -------------------------------- |
| Épée                                   |                 |                 |                                  |
| Hommes individuel résultats détaillés  | Sergey Shabalin | Nicola Lu       | Alexandr Axenov Keisuke Sakamoto |
| Hommes par équipes résultats détaillés | Kazakhstan      | Iran            | Japon Corée du Sud               |
| Femmes individuel résultats détaillés  | Luo Xiaojuan    | Qin Lanlan      | Kim Ju-ha Shen Weiwei            |
| Femmes par équipes résultats détaillés | Chine           | Corée du Sud    | Hong Kong Japon                  |
| Fleuret                                |                 |                 |                                  |
| Hommes individuel résultats détaillés  | Zhu Jun         | Daisuke Saito   | Lee Kwan-haeng Javad Rezaei      |
| Hommes par équipes résultats détaillés | Chine           | Japon           | Corée du Sud Ouzbékistan         |
| Femmes individuel résultats détaillés  | Chang Mi-kyung  | Zhang Lei       | Qui Yilin Kaori Zanma            |
| Femmes par équipes résultats détaillés | Chine           | Japon           | Kazakhstan Corée du Sud          |
| Sabre                                  |                 |                 |                                  |
| Hommes individuel résultats détaillés  | Zhou Hanming    | Hwang Byung-yul | Mojtaba Abedini Igor Tsel        |
| Hommes par équipes résultats détaillés | Corée du Sud    | Chine           | Hong Kong Iran                   |
| Femmes individuel résultats détaillés  | Zhao Yuanyuan   | Bao Yingying    | Huang Haiyang Zhao Xue           |
| Femmes par équipes résultats détaillés | Chine           | Hong Kong       | Corée du Sud Viêt Nam            |

## Tableau des médailles
| Rang  | Nation       | Or | Argent | Bronze | Total |
| ----- | ------------ | -- | ------ | ------ | ----- |
| 1     | Chine        | 8  | 4      | 8      | 16    |
| 2     | Corée du Sud | 2  | 2      | 6      | 10    |
| 3     | Kazakhstan   | 2  | 0      | 3      | 5     |
| 4     | Japon        | 0  | 3      | 4      | 7     |
| 5     | Hong Kong    | 0  | 2      | 2      | 4     |
| 6     | Iran         | 0  | 1      | 3      | 4     |
| 7     | Ouzbékistan  | 0  | 0      | 1      | 1     |
| 7     | Viêt Nam     | 0  | 0      | 1      | 1     |
| Total | Total        | 12 | 12     | 24     | 48    |